# Radičeveská strouha
Radičevská strouha je drobný a z větší části umělý vodní tok v Mostecké pánvi v okrese Louny. Je dlouhý 12,8 km, plocha jeho povodí měří 34,2 km² a průměrný průtok v ústí je 0,14 m³/s. Správcem toku je státní podnik Povodí Ohře.
Radičeveská strouha začíná u vesnice Pšov v nadmořské výšce kolem 300 m n. m. Teče na severovýchod odlesněnou zemědělskou krajinou okolo Sýrovic, míjí Radíčeves a v Trnovanech se v nadmořské výšce 195 m n. m. vlévá zleva do Blšanky. V úseku mezi pramenem a samotou Perč (severně od Veletic) se jedná o umělý odvodňovací příkop s občasným průtokem vody.